# Dia Internacional Lliure de Bosses de Plàstic
El Dia Internacional Lliure de Bosses de Plàstic és una iniciativa global que es celebra cada 3 de juliol i pretén eliminar l'ús de bosses de plàstic d'un sol ús al món per a construir un futur lliure de residus plàstics.
Aquesta jornada reivindicativa va néixer a Catalunya quan l'organització sense ànim de lucre Rezero va fixar el 3 de juliol de 2009 com el Dia Català Lliure de Bosses de Plàstic en el marc de la campanya «Catalunya lliure de bosses» que, només un any més tard, es convertiria en el Dia Internacional Llibre de Bosses de Plàstic, i el 2021 va entrar en vigor la Directiva Europea de Plàstics d'un sol ús.

## Arguments per a un món lliure de bosses
- La bossa de plàstic és un símbol emblemàtic del consumisme, del malbaratament i la prova d'una societat de consum abusiu i innecessari.[3]
- Les bosses d'un sol ús comporten un consum innecessari de recursos limitats com el petroli o l'energia utilitzada per a fabricar-les i distribuir-les.
- Moltes bosses s'abandonen, embruten l'entorn, impacten en el medi natural i afecten la fauna.[4]
- La reivindicació d'un món sense plàstic assenyala els seus responsables: els fabricants de bosses fetes amb polietilè d'alta densitat.